# Pasquale Sorrenti
Pasquale Sorrenti (Bari, 22 marzo 1927 – Bari, 29 agosto 2003) è stato un saggista e poeta italiano.

## Biografia
Scrittore e critico, è stato un animatore culturale della città di Bari nel Novecento. Nato a Bari il 22 marzo 1927 fin dalla più giovane età si appassiona al mondo dell'arte, del cinema, del teatro e della letteratura. Autodidatta, compra libri che divora e rivende per comprarne di nuovi. A soli diciannove anni, apre una bancarella e poi la sua prima libreria in un sottoscala. Pubblica i suoi primi scritti su "Il Rostro" un giornale di Taranto. Nel 1951 trasferisce la sua libreria in un locale commerciale, scrive poesie, novelle, commedie saggi sulla storia della Puglia e dei pugliesi.
Fu amico di poeti tra cui Giuseppe Santoro e intellettuali come  Saverio La Sorsa, Hrand Nazariantz e Giorgio Saponaro che riceve nella sua libreria divenuta salotto letterario. È grazie all'amico Santoro che Pasquale conosce quella che poi diventerà sua moglie, la giovane poetessa Mariella Angeloro, con la quale costitutirà anche il cenacolo culturale del cosiddetti "Poeti della Via" di cui facevano parte oltre a Santoro e alla Angeloro anche Michele Pellecchia, Mariangela Sinisi ed altri. Di Hrand Nazariantz fu per molti anni il biografo ufficiale in virtù del saggio pubblicato nel 1987 che ne raccoglie pensieri e racconti biografici fino ad allora inediti. Erudito e attivissimo ricercatore della tradizione culturale pugliese e di Terra di Bari in particolare a lui si deve la conservazione di notizie ormai altrimenti irreperibili sulla storia letteraria, artistica e musicale pugliese. Ha ricevuto numerosi premi.
Per molti fu noto per la sua libreria che tenne con cura per oltre un 50 ennio a Bari in Via Andrea da Bari, nel cuore del centro murattiano del capoluogo pugliese.

Il 27 settembre 2017 l'amministrazione comunale di Bari, su richiesta dell'associazione PugliArte e del suo presidente Alessandro De Luisi, gli ha dedicato un giardino pubblico sul Lungomare Imperatore Augusto, subito al di sotto della chiesa e del Museo di Santa Scolastica, a metà strada tra la Basilica di San Nicola e il Khachkar simbolo del popolo armeno a lui tanto caro.

## Opere

### Critica letteraria, artistica e musicale
- Repertorio bibliografico degli scrittori pugliesi contemporanei con prefazione di Saverio La Sorsa, Bari, Laterza & Polo, 1957
- La Puglia e i suoi poeti dialettali, Bari, Laterza & Polo, 1958
- Ignazio Ciaia: l'uomo, il poeta il martire, Bari, Laterza & Polo, 1958
- Saverio La Sorsa: l'uomo, l'educatore, lo scrittore, Bari, Scuola tipografica orfanotrofio salesiano, 1958
- prefazione a Peppino Santoro, C'u chiande... e che la rise: liriche e canti baresi, Bari, Tip. F.lli De Tullio, 1959
- L'arte tipografica in Puglia sino al secolo XVIII, Lecce, 1962
- La Puglia e i suoi poeti dialettali: antologia vernacola pugliese dalle origini, Bari, F.lli De Tullio, 1962, (ristampa Sala Bolognese, A. Forni, 1981)
- Le accademie in Puglia dal XV al XVIII secolo, Bari, Laterza e Polo, 1965, (ristampa Sala Bolognese, A. Forni, 1988)
- Ignazio Ciaia l'uomo, il poeta, il martire: per il bicentenario della nascita, Bari, Arti grafiche Laterza & Polo, 1966
- I musicisti di Puglia, Bari, Laterza & Polo, 1966
- Ricciotto Canudo, le barisien: fondatore dell'estetica cinematografica, Bari, Laterza e Polo, 1967
- Le strade di Bari, Bari, Laterza & Polo, 1964 (ristampe e aggiornamenti 1970 e Bari, Levante, 1993)
- Repertorio bibliografico degli scrittori pugliesi contemporanei, Bari, Arti grafiche Savarese, 1976
- I baresi: appunti biografici critici polemici dei baresi di ieri e di alcune istituzioni, Bari, Tipolitografia Mare, 1980
- Scrittori altamurani, Altamura, ABMC, 1980
- Diario di una vita, Fasano, Schena, 1982
- Il cinema e la Puglia con prefazione di Giorgio Saponaro, Fasano, Schena, 1984
- Per una storia del teatro pugliese; prefazione di Giorgio Saponaro, Fasano, Schena, 1984
- appendice a Giorgio Saponaro, Bari senza fine in appendice Breve storia di Bari di Pasquale Sorrenti; un disegno di Mino Colonna, Fasano, Schena, 1985
- Hrand Nazariantz: uomo, poeta, patriota, Bari, Levante, 1987
- Pittori, scultori, architetti e artigiani pugliesi dall'antichità ai nostri giorni, Bari, Levante, 1990
- I musicisti di Altamura, Altamura, A.B.M.C., 1990
- schede bio-bibliografiche degli autori in Ettore Catalano,Letteratura, poesia, teatro a Bari negli anni '30: un profilo del consumo minore, Bari, Levante, 1991
- Il futurismo pugliese: contributo ad una storia del futurismo, Bari, Levante, 1992

### Poesie
- Prime liriche, Bari, Laterza & Polo, 1954
- Nuove liriche, Bari, Ed. Laterza e Polo, 1954
- U mmiscke: liriche dialettali, Bari, Laterza & Polo, 1955
- I nostri castelli rovinano... : liriche, Bari, Laterza & Polo, 1956
- Accordi: liriche, Bari, Laterza e Polo, 1958
- Residui: liriche, Fasano, Schena, 1993